# Venus vom Esquilin

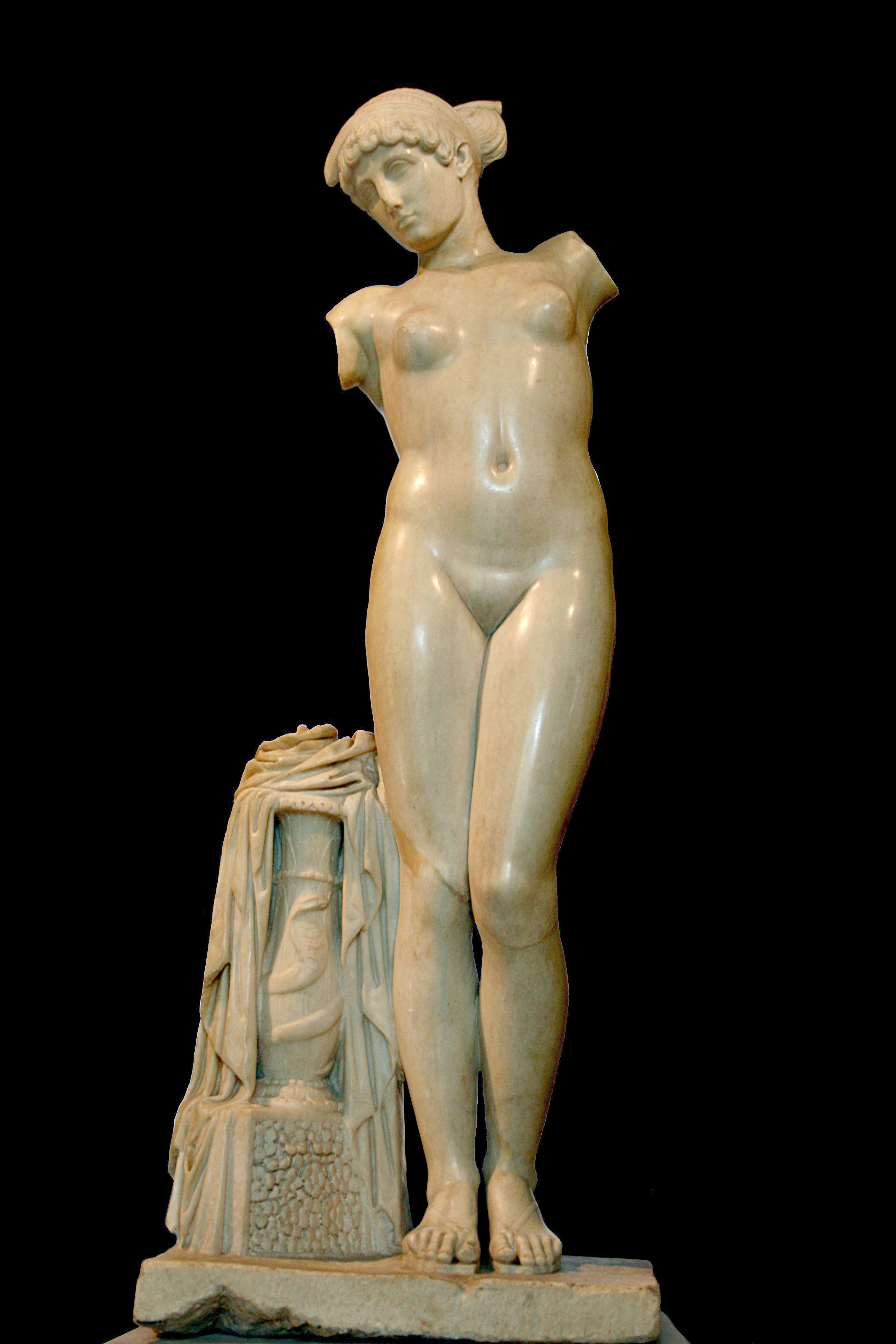
Venus vom Esquilin

Als Venus vom Esquilin wird die antike Marmorstatue einer unbekleideten weiblichen Gestalt bezeichnet, die 1874 in Rom bei der Piazza Dante auf dem Hügel Esquilin gefunden wurde, in einem Gebiet, das in der Antike wahrscheinlich zu den Horti Lamiani, einem der kaiserlichen Gärten, gehörte. Die Statue ist heute Teil der Sammlung der Kapitolinischen Museen in Rom.
Die bis auf Sandalen unbekleidete Badende trägt akkurat gebrannte Locken, ihr Gewand liegt über einer Vase, die die ägyptische Uräusschlange zeigt – ein Zeichen der Pharaonenwürde. Der Statue fehlen heute beide Arme.
Die römische Plastik wird in claudische Zeit datiert, um 50 n. Chr.

## Identifizierung mit Kleopatra?
Zuerst vermutete der Historiker Licinio Glori 1955 unter anderem aufgrund der Darstellung der Uräusschlange, dass es sich bei der Venus vom Esquilin um eine Statue der ägyptischen Königin Kleopatra VII. handle. 
1994 griff Paolo Moreno Gloris Theorie auf und verglich dabei die Gesichtszüge der Venusstatue mit denjenigen von zwei Marmorköpfen, die in Berlin und in den Vatikanischen Museen aufbewahrt werden und mit einiger Sicherheit Kleopatra zugeordnet werden können. Zumindest einige physiognomische Merkmale der Venusstatue stimmen nach ihm mit den beiden Büsten und den Münzporträts der ägyptischen Königin überein.
Kürzlich suchte Bernard Andreae mit weiteren Argumenten, Gloris Theorie zu untermauern. Er vertritt die Auffassung, dass es sich bei dem Vorbild der Venus vom Esquilin um die goldene Statue der vergöttlichten Kleopatra handelt, die von Gaius Iulius Caesar in Rom errichtet worden sein soll.

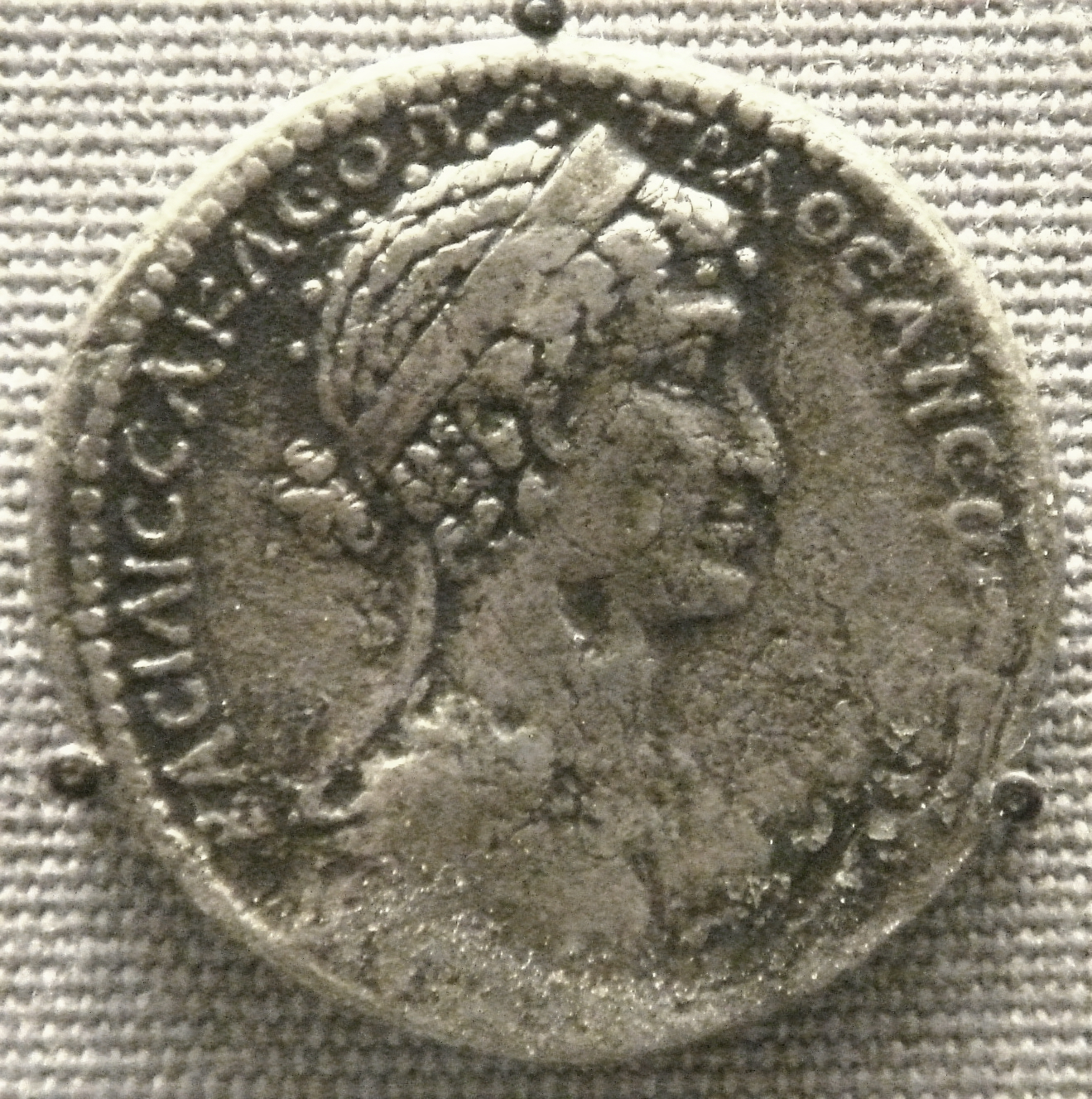
Kleopatra VII. Syrische Münze

Unter anderem führt Andreae ins Feld, dass die Gesichtszüge der Venus nicht so idealisiert wie sonst bei einer Göttinnenstatue üblich dargestellt sind. Darüber hinaus besitzt die Figur eine ausgeprägte Unterlippe, die auch auf Kleopatras Münzbildnissen erscheinen. Nach ihm kann die Uräusschlange als Hinweis für eine Gleichsetzung mit der ägyptischen Königin verwendet werden. Schließlich sei auch die Haaranordnung den Darstellungen auf Münzen der Ptolemäerin verwandt. Andreae schätzt, dass die Venusstatue eine Frau im Alter von Anfang 20 Jahren darstellt. Genau dieses Alter hatte die ägyptische Königin bei ihrem Romaufenthalt (46–44 v. Chr.).
Trotz dieser Argumente hat die Identifizierung der Venusstatue mit Kleopatra in der Fachwelt nur vereinzelt Zustimmung gefunden.